# Brauerei Grohe
Vous pouvez aider à l'améliorer ou bien discuter des problèmes sur sa page de discussion.
- Il ne cite pas suffisamment ses sources. Vous pouvez indiquer les passages à sourcer avec {{référence nécessaire}} ou {{Référence souhaitée}}, et inclure les références utiles en les liant aux notes de bas de page. (Marqué depuis avril 2021)
- Il contient une ou plusieurs listes. Le texte gagnerait à être rédigé sous la forme d’un ou plusieurs paragraphes synthétiques, afin d’être plus agréable à lire. (Marqué depuis avril 2021)

- Archive Wikiwix
- Bing
- Cairn
- DuckDuckGo
- E. Universalis
- Gallica
- Google
- G. Books
- G. News
- G. Scholar
- Persée
- Qwant
- (zh) Baidu
- (ru) Yandex
- (wd) trouver des œuvres sur Wikidata

Brauerei Grohe est une brasserie à Darmstadt.

## Histoire
Jusqu'en 1899, la brasserie s'appelle Zum Erbacher Hof. Le nouveau propriétaire Gabriel Grohe lui donne son nom. Après la destruction totale de la brasserie au cours de la Seconde Guerre mondiale lors d'un raid aérien en septembre 1944 comme la majorité de Darmstadt, elle recommence à brasser en 1948. La brasserie est reprise à Maria Grohe, la petite-fille du fondateur Gabriel Grohe, par Wolfgang Koehler, le propriétaire de Darmstädter Privatbrauerei.
C'est l'une des rares brasseries commercialement prospères qui brassent encore à la main, donc sans l'utilisation du contrôle par ordinateur. Les bâtiments de la brasserie sont des bâtiments classés.

## Production
- Grohe Hell (jusque vers le printemps 2008 sous le nom d'Export)
- Grohe Märzen
- Grohe Bockbier
- Grohe Pils
- Grohe Weizen
- Grohe kleine Fassbrause (radler sans alcool/ citron-lime)